# Delta Valley and Southern Railway

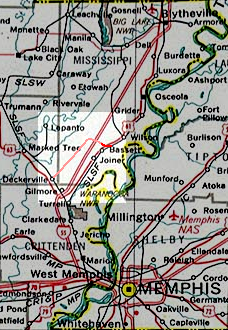
Lage der Delta Valley and Southern
Rot – Strecke in Betrieb
Rosa – stillgelegte Strecke

Die Delta Valley and Southern Railway (DVS) ist eine US-amerikanische Eisenbahngesellschaft in Arkansas. Mit einer Länge von 3,2 km hat sie eines der kürzesten Streckennetze einer Shortline-Eisenbahn. Sitz des Unternehmens ist Wilson. Der Betriebshof befindet sich in Evadale. Die Gesellschaft entstand am 27. Juni 1934, als die 29 km lange Strecke von Delpro nach Tyronza von der St. Louis – San Francisco Railway gekauft wurde. 1947 wurde die Strecke zwischen Tyronza und Elkins stillgelegt.
Zum Betriebspark gehörte eine Diesellok GE 45-Tonner Nr. 50 sowie rund 200 Güterwagen. Die Lokomotive wurde 1954 neu erworben. Am 24. Januar 2007 wurde die Lokomotive ins National Register of Historic Places unter der Nr. 06001263 aufgenommen.
Transportgüter sind landwirtschaftliche Erzeugnisse und Industriegüter. Das Transportvolumen umfasst rund 600 Güterwagen jährlich.
Die Gesellschaft ist im Besitz des Familienunternehmens Lee Wilson & Co.